# Игорь Горин
И́горь Го́рин, англ. Igor Gorin, настоящее имя Игнац Гринберг; 26 октября 1904, Гродек, Австро-Венгерская империя — 24 марта 1982, США) — оперный певец (баритон), добившийся славы и успеха в США.

## Биография
Игнац Гринберг родился в еврейской семье небольшого галицийского города Гродек.
Отец — Шулим Гринберг, раввин, знаток Талмуда, обучавший евреев Гродека и окрестных деревень. Мать — Ента Мориц Гринберг, привила сыну любовь к музыке. После смерти матери семилетнего Игнаца воспитывала его тётка. Кроме Игнаца в семье был младший брат Эфроим и сестра Блима.
Обучение проходил в йешиве, куда был отдан отцом. Преуспел в изучении еврейского богослужения и иврита, выучил восемь иностранных языков. Учёбу совмещал с пением в хоре местной синагоги.
Ввиду сложной социально-политической ситуации в стране и участившихся еврейских погромов семья Гринбергов в 1919 г., когда Игнацу исполнилось 15 лет, нелегально переехала в столицу Австрии. В Вене семья также испытывала различные лишения. Игнац сменил несколько профессий: работал на металлургическом заводе, в лавке портного, разносчиком молока по 6—8 часов с одним выходным в неделю.
Несмотря на нехватку свободного времени, Игнац часто посещал публичную библиотеку и бесплатную вечернюю школу. По воскресеньям он ходил в кинотеатр и навсегда полюбил вестерны, ковбоев и созданный кинематографом образ Америки.
На прослушивании в хор синагоги его пение услышал Виктор Фукс (Viktor Fuchs), один из самых известных венских преподавателей вокала того времени, сумевший разглядеть в юноше выдающийся талант и неодолимую любовь к пению.
В 1925 г. Фукс предложил Игнацу бесплатно заниматься с Робертом Траневским, одним из своих ассистентов.
Напряжённая учёба и работа подорвали здоровье Игнаца. После внезапного обморока будущему певцу был поставлен диагноз «острый туберкулёз», что могло обернутся серьёзными осложнениями для нелегального иммигранта. Благодаря содействию и поручительству Виктора Фукса Игнац избежал депортации и прошёл курс лечения на минеральных водах в Бад-Глайхенберге.
По возвращении в Вену он был признан врачами здоровым. Фукс устроил Грюнберга в Венскую академию музыки, где Игнац с 1926 по 1929 гг. изучал фортепиано, теорию музыки и вокал. Здесь же он услышал многих великих певцов того времени. Кумиром Игнаца стал Маттиа Баттистини, на венском концерте которого ему удалось побывать незадолго до смерти «короля баритонов». Твёрдо решив достичь такого же уровня, Грюнберг сосредоточил все усилия на том, чтобы освоить стиль бельканто, однако на в то время вся его вокальная практика ограничивалась пением в местных синагогах, на еврейских свадьбах и похоронах.
Игнац стал главным кантором Леопольдштадтской синагоги в Вене, постепенно приобретая известность в пределах всего города. Один из знакомых раввинов устроил его оперный дебют в швейцарской постановке «Турандот» в роли советника Пинга.
Позднее Игнац стал сотрудником Чешской оперной компании, где его репертуар составляли партии Тонио, Жермона-отца, Фигаро, Риголетто, Ренато, Вольфрама, Эскамильо и Валентина.
Судьбоносной оказалась встреча с великим вагнеровским баритоном Гансом Германом Ниссеном, который проводил прослушивания в поисках молодых талантов. Агент Ниссена Гюнтер Гунбрау посоветовал Игнацу взять псевдоним «Игорь Горин», чтобы облегчить себе путь к международному признанию.
В 1930 г. Грюнберг под новым именем оказался в опере Теплиц-Шёнау, что давало ему также право и возможность выступать на сцене Венской народной оперы.
Игорь Горин впервые приехал в США в 1930 г. не как оперный певец, а как кантор по приглашению синагоги города Провиденс в штате Род-Айленд. Раввин синагоги Якоб Зондерлинг услышал пение Горина в Вене и был так потрясён, что пригласил его к себе спеть субботнюю службу и несколько концертов.
Повторная поездка состоялась в 1931 г.
Горин был обеспокоен антиеврейскими настроениями в Германии и растущей популярностью Гитлера. В 1933 году, когда Гитлер пришёл к власти, Горин попытался получить визу в США для себя и своей семьи. Но поскольку его родственники всё ещё были на нелегальном положении, он смог получить визу только для себя и уехал один.
В США Горин поселился у Зондерлинга. На одном из званых вечеров в доме раввина Горин устроил импровизированный концерт. В числе гостей был Дэвид Бендлер, успешный бизнесмен, хозяин мебельной фабрики. Услышав пение Горина, он немедленно решил стать его менеджером, а своё прежнее дело передать сыну.
Бэндлер использовал свои связи с руководством нью-йоркского театра Radio City Music Hall, где началась американская карьера Горина, который был заявлен на афишах как «венский баритон Чарльз Горин». Позднее был подписан договор на 10 недель с радиовещательной компанией NBC об участии в программе «The Standard Hour». Во время этих передач Горин познакомился с композитором Альбертом Хэем Малоттом, что позволило ему стать первым певцом, исполнившим знаменитое сочинение Малотта «The Lord’s Prayer» («Молитва Господня», «Отче наш»). Композиция и сделанная в 1940 году запись обрели значительную популярность.
Горин последовательно развивает своё участие в радиопрограммах Hollywood Hotel, Kraft Music Hall, Great Moments in Music, Ford Sunday Evening Hour, International Harvester, RCA Victor Hour.
В 1936 г. певец подписал свой первый контракт с RCA и в 1937 году записал свою первую пластинку. Он также сыграл роль парикмахера-грека Никки Папалусаса в фильме «Broadway Melody of 1938», исполнив песню тореадора из оперы «Кармен» и часть арии Фигаро из «Севильского цирюльника».
В мае 1939 году Горин женился на радиоактрисе Мэри Смит, а в июле получил гражданство США. Супруги жили в Нью-Йорке, а отпуск обычно проводили в Изумрудной долине. На отдыхе Горин увлечённо занимался верховой ездой, воплощая в жизнь юношеские мечты о ковбоях и Диком Западе. Всё это время он упорно безуспешно пытался вывезти из Австрии в США свою семью. Он смог спасти от репрессий только своего первого учителя вокала, Виктора Фукса, который в США быстро получил признание и открыл собственную школу. В 1945 году Горин узнал, что брат и сестра спаслись, но отец и дядя погибли в концлагерях.
Несмотря на неудачное прослушивание в Метрополитен-опере, карьера Горина уже к концу 1930-х развивалась успешно. Иногда он выступал в разных оперных театрах по всем США, но в основном пел на радио и телевидении, давал концерты, писал музыку.
К середине 1940-х Игорь Горин регулярно появлялся в таких телепередачах, как Voice of Firestone и Bell Telephone Hour.
Американские музыкальные критики единодушно отмечали его безупречную фразировку, дикцию, владение дыханием, большой диапазон и красоту голоса. Это сближало Горина с его кумиром Баттистини, сознательным подражателем которого он оставался.
Из поздних видеозаписей Горина обращают на себя внимание Риголетто в программе NBC Opera Theatre (одна из первых в мире прямых телепередач из оперного зала, 1958) и Жермона-отца (в передаче NBC в 1960).
12 октября 1962 года на сцене чикагской Лирической оперы Горин спел роль князя Игоря.
10 февраля 1964 г. Горин впервые выступил в Метрополитен-опере в роли Жермона-отца в опере «Травиата». Несмотря на подписанный контракт с театром, это первое выступление оказалось для него и последним, что сам Горин объяснял скрытыми интригами.
В том же году он отправился в Европу для участия в телевизионной постановке «Весёлых кумушек из Виндзора» Николаи с участием многих звёзд европейской оперы того времени.
После возвращения в США у Горина начались серьёзные проблемы со здоровьем: правый глаз удалили из-за глаукомы, повторялись приступы астмы. Врачи рекомендовали переехать в более сухой климат.
В 1966 г. Игорь Горин покинул сцену по состоянию здоровья. Он переехал вместе с женой на юг США и стал профессором музыки в Аризонском университете в городе Тусон.
В то же время он в качестве кантора каждую субботу вёл богослужения в местной синагоге.
К концу 1970-х обострилась меланома на ноге, которую Горин долгое время вообще игнорировал. Из-за этой болезни ему пришлось уйти на покой.
24 марта 1982 г в возрасте 77 лет Игорь Горин умер от рака в присутствии жены Мэри и близкого друга Дэвида Филлмана.